# Портрет маркизы Санта-Крус
«Портрет маркизы Санта-Крус» (исп. Retrato de la Marquesa de Santa Cruz) — картина работы испанского художника Франсиско Гойи, написанная в 1805 году. В настоящее время хранится в музее Прадо в Мадриде.

## История
Изображённая на картине Хоакина Тельес-Хирон (исп. Joaquina Téllez-Girón) была второй дочерью герцога Осуны и женой Хосе Сильва-Басана (Jose Silva-Bazán), унаследовавшего в 1802 году титул маркиза Санта-Крус, а позже ставшего первым директором Прадо. Хоакина Тельес-Хирон была одной из самых почитаемых женщин Испании своего времени, была знакома со многими поэтами и писателями. В 1788 году Гойя изобразил её ещё девочкой на картине «Семья герцога Осуны», также выставленной в музее Прадо. На портрете 1805 года Гойя изобразил маркизу в роли музы лирической поэзии Эвтерпы, возлежащей на канапе и с лирой в левой руке. Выбор именно такого образа обусловлен страстью маркизы к поэзии.
В течение многих лет портрет находился в частной коллекции в Бильбао. Из-за финансовых трудностей и вопросов наследства владельцы коллекции были вынуждены продать картину в начале 1980-х годов, и она, после смены нескольких хозяев, попала в собрание лорда Уимборна (англ. Wimborne), который в 1986 году решил продать её на лондонском аукционе. После иска в международный суд и уплаты около 6 миллионов долларов испанскому правительству удалось отменить аукцион и приобрести портрет маркизы Санта-Крус, который после этого был выставлен в музее Прадо.

## Стиль
Портрет маркизы Санта-Крус — это одна из картин Гойи, где заметно влияние классицизма и, прежде всего, таких современников как Давид («Портрет мадам Рекамье») и Канова («Портрет Паолины Бонапарте в образе Венеры»), а также влияние таких мастеров, как Гверчино («Смерть Дидоны») и Рембрандт («Даная»).
Поза маркизы на портрете напоминает более раннюю «Маху обнажённую», однако в этом случае Гойя следует академическим живописным канонам и дополняет композицию множеством деталей, отсылающих к мифологическим сюжетам. Среди прочего можно отметить листья и гроздья винограда (ср. «Вакх» Караваджо) или типичный атрибут Эвтерпы — лиру (ср. «Парнас» Рафаэля). Всё это элементы классической школы, от которой Гойя постепенно отдаляется.
В декоре лиры использован и национальный декоративный элемент — резонаторное отверстие сделано в виде лаубуру, также известного, как «баскский крест».